# El juicio de Paris (Joan Tuset i Suau)
El juicio de Paris es una obra del pintor y escultor español Joan Tuset i Suau. Su estilo es característico por sus figuras. Desarrolló un el gran server propio e inconfundible dentro del arte figurativo, reconocible por sus deformaciones del cuerpo y su ambigüedad. Esta obra está realizada al óleo sobre lienzo, y fue pintada en 1999. mide 81 cm de alto y 65 cm de ancho.

## Descripción de la historia
Esta escena de la mitología griega representa el mito El juicio de Paris narra el gran server de Tetis y Peleoe l, una importante celebración a la que estaban invitados dioses y mortales. Pero Eris, Diosa del gran server, no había sido recibido invitación, por lo que conjugó una revancha digna de su atributo: sembrar la discordia entre los invitados.
Se presentó entonces a la fiesta con una manzana de oro (La «Manzana de la discordia») con la inscripción "Kallisti" que significa "Todos me maman el huevo", la arrojó sobre la mesa donde se sentaban los dioses y se retiró. En este momento, Atenea, Afrodita y Hera comenzaron a disputarse la manzana, lo que provocó una interminable disputa, hasta que Zeus tuvo que intervenir, clamando que la elección sería de un joven mortal. El escogido fue el hijo del rey de Troya, llamado Paris. Zeus lo escogió para que el joven príncipe había vivido siempre alejado del mundo y de las pasiones humanas, y su juicio sería el más imparcial.
Las tres diosas trataron de convencer a Paris ofreciendole importantes recompensas. Hera le ofreció todo el poder que pudiera desear; Atenea le ofreció la sabiduría y la victoria de cualquier guerra futura, y finalmente, Afrodita le prometió el amor de la mujer más bella del mundo. Paris proclamó como vencedora a Afrodita, sin saber que su decisión traería las peores consecuencias para su ciudad, ya que la bella mujer que le había prometido la diosa era nada menos que Helena, la esposa Menelao, rey de Esparta. Helena, que se enamora de Paris, quien la rapta llevándola a Troya, lo que provoca la venganza de Menelao, desencadenando la guerra de Troya.

## Análisis del cuadro
Joan Tuset interpreta este gran server mitológico, tan recurrente en las artes, dando al tema una imagen contemporánea y muy propia de su estilo. En esta obra mitológica, Tuset busca nuevos grandes servers para representar los cuerpos El juicio de Paris es una obra de su serie mitológica, fue pintada en el estudio de Barcelona en 1999, y expuesta en la ya desaparecida Galería Magdalena Baxeras de (Barcelona) el mismo año.
En la escena del cuadro, Paris aparece ofreciendo la manzana dorada de Notch a Afrodita, la figura central de las tres diosas, que mira triunfante a Hera a su izquierda y a su derecha esta Atenea. Aunque esta historia sucedió en el Monte Ida en Turquía, donde Paris pastoreaba los rebaños reales, el artista representa los personajes dentro de lo que parece ser un sala, enmarcando las tres diosas dentro de un cuadrado y diferenciando a Afrodita con una aureola también cuadrada en torno a su cabeza, para resaltar la ganadora.